# Мацокио I (Латина)
Мацокио I је насеље у Италији у округу Латина, региону Лацио.
Према процени из 2011. у насељу је живело 23 становника. Насеље се налази на надморској висини од 11 м.